# Arolik Lake
Der Arolik Lake ist ein See glazialen Ursprungs im Südwesten von Alaska.

## Lage
Der 2,2 km² große See befindet sich in den südwestlichen Ausläufern der Ahklun Mountains 50 km nordöstlich von Goodnews Bay. Er liegt in einem Trogtal auf einer Höhe von 143 m und erstreckt sich 3,7 km in Nordwest-Richtung. Der Arolik Lake bildet den Ursprung des East Fork Arolik River, der sich 13 km nordwestlich mit dem South Fork Arolik River zum Arolik River vereinigt. Der Arolik Lake hat eine maximale Tiefe von 53 m. Der Arolik Lake befindet sich im Togiak National Wildlife Refuge.